# Marko Ramljak
Marko Ramljak (ur. 14 marca 1993 w Posušje) – chorwacki koszykarz, występujący na pozycjach rzucającego obrońcy lub niskiego skrzydłowego, obecnie zawodnik Spars Realway Sarajewo.
17 stycznia 2021 został zawodnikiem Polskiego Cukru Toruń. 3 stycznia 2021 dołączył do Spars Realway Sarajewo.
Jego starsi bracia Tomislav i Ivan są także koszykarzami.

## Osiągnięcia
Stan na 3 stycznia 2022, na podstawie, o ile nie zaznaczono inaczej.
Drużynowe
- Mistrz:
  - Chorwacji (2017)
  - Bośni i Hercegowiny (2018)
- Wicemistrz:
  - Ligi Adriatyckiej (2017)
  - Chorwacji (2013)
- Zdobywca Pucharu Chorwacji (2017)
- Finalista Pucharu Chorwacji (2011, 2015, 2016, 2020)
- Uczestnik rozgrywek międzynarodowych:
  - Eurocup (2016/2017)
  - EuroChallenge (2020/2011)
  - Ligi Adriatyckiej (2010/2011, 2012–2016)

Indywidualne
- Lider w przechwytach ligi chorwackiej (2015)

Reprezentacja
- Wicemistrz igrzysk olimpijskich młodzieży w koszykówce 3x3 (2010)
- Uczestnik mistrzostw:
  - świata U–19 (2011 – 8. miejsce)
  - Europy:
    - U–20 (2013 – 12. miejsce)
    - U–18 (2010 – 5. miejsce, 2011 – 8. miejsce)
    - U–16 (2008 – 7. miejsce, 2009 – 6. miejsce)